# Kulanu
Kulanu (in ebraico כולנו, lett. Tutti noi) è stato un partito politico israeliano di orientamento centrista, fondato il 27 novembre 2014 da Moshe Kahlon.

## Storia
Moshe Kahlon, ex ministro del welfare ed ex membro del Likud, annuncia il suo ritorno alla politica e la fondazione di Kulanu nel dicembre 2014, in vista delle imminenti elezioni politiche, con una piattaforma anti corruzione ed egualitaria. Il partito ottiene l'adesione di politici provenienti da diversi schieramenti e da ambienti professionali.
Alle elezioni per la ventesima Knesset del 2015, Kulanu ottiene 10 seggi ed entra a far parte del quarto governo Netanyahu, in cui detiene il ministero delle finanze, il ministero delle infrastrutture e, dall'agosto 2017, il ministero dell'economia.
Nelle elezioni dell'aprile 2019, Kulanu scende a 4 seggi. Durante le consultazioni per la formazione del nuovo governo indica il proprio sostegno a un nuovo esecutivo guidato da Netanyahu. Dopo il fallimento nella formazione del nuovo governo, Kulanu stringe un accordo di fusione con il Likud in vista delle nuove elezioni di settembre 2019.
In vista delle elezioni del 2021, Yifat Shasha-Biton lascia il Likud e aderisce al partito Nuova Speranza fondato da Gideon Sa'ar.

## Posizioni politiche
Gli obiettivi dichiarati di Kulanu sono fornire ai cittadini israeliani gli strumenti per vivere in dignità, diminuire il costo della vita e fornire a tutti i cittadini la sicurezza economica di base. Secondo le interpretazioni giornalistiche, la piattaforma di Kulanu è un tentativo di occupare sia il campo populista sia quello social-liberale.
Secondo il fondatore Kahlon, il Kulanu rappresenta gli ideali iniziali del Likud, prima che quest'ultimo fosse finito sotto il controllo dell'estrema destra che avrebbe imposto un cambio di linea sui temi della sicurezza sociale e della pace. Sul conflitto con la Palestina, Kulanu sostiene la soluzione dei due stati, ma alle condizioni che il governo palestinese si comporti come un partner affidabile, che Gerusalemme rimanga unita e che vi sia la rinuncia al ritorno dei profughi palestinesi. L'ex ambasciatore negli Stati Uniti Micheal Oren, dopo essere entrato nel Kulanu, ha cambiato la sua posizione sullo smantellamento unilaterale degli insediamenti israeliani nei territori palestinesi e nel Golan, passando a sostenere il blocco della costruzione di nuovi insediamenti.

## Leader
- Moshe Kahlon (2014-2019)
- Yifat Shasha-Biton (2019-2020)

## Risultati elettorali
| Elezioni       | Voti      | %         | Seggi    | +/-     |
| -------------- | --------- | --------- | -------- | ------- |
| 2015           | 315.360   | 7.49      | 10 / 120 | -       |
| Aprile 2019    | 152.756   | 3.54      | 4 / 120  | 6       |
| Settembre 2019 | Nel Likud | Nel Likud | 1 / 120  | 3       |
| 2020           | Nel Likud | Nel Likud | 1 / 120  | Stabile |